# Petalostigma
Petalostigma là một chi thực vật có hoa trong họ Picrodendraceae.

## Loài
Chi Petalostigma gồm các loài: